# Bijni
Bijni is een dorp in het district Chirang van de Indiase staat Assam. 

## Demografie
Volgens de Indiase volkstelling van 2001 wonen er 12.607 mensen in Bijni, waarvan 52% mannelijk en 48% vrouwelijk is. De plaats heeft een alfabetiseringsgraad van 79%. 